# Oleg Cokov
Oleg Jur'evič Cokov (in russo Олег Юрьевич Цоков?; Gʻazalkent, 23 settembre 1971 – Berdjans'k, 11 luglio 2023) è stato un generale russo, vicecomandante del Distretto militare meridionale fino alla sua uccisione nel 2023.

## Biografia
Cokov nacque nel 1971 a G'azakent, regione di Tashkent, nell'allora RSS Uzbeka, figlio di Jurij Georgievič, ufficiale dell'esercito, e Alla Ivanovna, insegnante di fisica. A causa del lavoro del padre, la famiglia Cokov si muoveva spesso e il giovane Oleg frequentò undici scuole diverse prima di completare la scuola secondaria a Semipalatinsk, odierna Semej, nella RSS Kazaka.

### Carriera militare
Seguendo le orme del padre, Cokov scelse la carriera militare e fu accettato alla Scuola superiore di comando armi combinate di Tashkent. Dopo essersi diplomato nel 1994, fu assegnato alla 74ª Brigata fucilieri motorizzata delle guardie, diventando comandante di plotone. Partecipò alla presa dell'Istituto tecnico petrolifero di Groznyj durante l'assedio della città nel corso della prima guerra cecena. Dal 2000 al 2004 il maggiore e poi tenente colonnello Cokov comandò il 2º Battaglione fucilieri motorizzato della 74ª.
Cokov è stato promosso colonnello e vicecomandante della brigata nel 2004, all'età relativamente giovane di 32 anni. La sua carriera ha continuato ad avanzare quando è stato promosso al comando del 228º Reggimento fucilieri motorizzato della 85ª Divisione fucilieri motorizzata nel 2006. Nel novembre 2010, il Comitato investigativo della Russia ha accusato Cokov di frode e abuso di potere durante il suo periodo al comando del 228º Reggimento. Il caso riguardava un accordo in cui aveva promesso illegalmente a undici coscritti la smobilitazione anticipata in cambio della firma di contratti di servizio, per poi sottrarre 80.000 rubli dai bonus dai contratti dei soldati.
Nonostante questa controversia, nel 2011 venne trasferito al Distretto militare meridionale, diventando vicecomandante della 33ª Brigata fucilieri motorizzata della 49ª Armata combinata. Dall'agosto 2014 al 2015 è stato il comandante della 810ª Brigata fanteria di marina succedendo a Vladimir Beljavskij. Per le sue azioni in Ucraina ricevette la Medaglia per il ritorno della Crimea.
Successivamente divenne il comandante della 205ª Brigata fucilieri motorizzata, venendo promosso a maggior generale il 12 dicembre 2016. Nel 2018 divenne vicecomandante della 49ª Armata combinata. Nel 2021 venne promosso a primo vicecomandante e capo di stato maggiore della 2ª Armata combinata delle guardie.

### Guerra russo-ucraina
Il generale prese parte all'invasione dell'Ucraina, diventando in seguito nel settembre 2022 comandante della 144ª Divisione fucilieri motorizzata delle guardie, venendo ferito il mese successivo. Cokov venne promosso a vicecomandante del Distretto militare meridionale, venendo elevato a tenente generale il 17 febbraio 2023.

### Morte
Cokov fu ucciso l'11 luglio in un attacco missilistico contro il posto di comando della 58ª Armata combinata a Berdjans'k, durante la controffensiva ucraina del 2023. Il 13 luglio è stato sepolto a Majkop, capitale dell'Adighezia, dove la sua famiglia ha ricevuto la stella d'oro dell'Eroe della Federazione Russa il mese successivo.

## Vita privata
Durante il suo servizio nella 74ª Brigata incontrò la sua futura moglie Elena. La coppia ha avuto un figlio.

## Sanzioni
Nel febbraio 2023 è stato inserito nella lista delle persone sanzionate dell'Unione europea in quanto "responsabile del sostegno e dell'attuazione di azioni che compromettono l'integrità territoriale, la sovranità e l'indipendenza dell'Ucraina".